# Dušan Milo
Dušan Milo (* 5. března 1973, Nitra) je bývalý slovenský hokejový obránce a trenér.

## Hráčská kariéra
Rodák a odchovanec z HK Nitry, poprvé naskočil za seniorský A tým v nové slovenské nejvyšší soutěži 1993-94. V kádru Nitry zůstal do sezony 1998-99. Změna angažmá nastala po sezoně, na rok se upsal Skalici a v letech 2000-02 hrával za HKm Zvolen. Za zvolenský klub získal v ročníku 2000-01 extraligový titul, ale průlomová sezona byla ta následující, za své výkony byl vybrán do All-Star Týmu a dokonce nominován do národního týmu Slovenska pro olympijské hry. Za reprezentaci odehrál ještě mistrovství světa, tam slovenská reprezentace překvapivě se stala mistrem světa a Dušan Milo skvělými výkony překvapil skauty jednotlivých evropských klubů. Nakonec se dohodl se švédským klubem MODO Hockey na smlouvě 2+1 roků, v týmu nahradil právě svého krajana Richarda Lintnera, který se vrátil do NHL.  Ve švédském klubu MODO Hockey nakonec nesetrval ani dva roky, v průběhu druhé sezony odešel do švýcarského celku HC Lausanne, který se potýkal na záchranu v nejvyšší soutěži.
Po zahraničním angažmá se vrátil v roce 2004 do Nitry, v sezoně 2005-06 s klubem slavil historický úspěch, v základní části skončili na prvním místě a v celkovém umístění po playoff skončili na třetím místě. Dušan Milo byl zvolen do All-Star Týmu, vybrán do utkání hvězd české a slovenské extraligy a nominován do národního týmu pro mistrovství světa konané v lotyšské Rize. Jeho další angažmá v zahraničí se stal německý klub Krefeld Pinguine, ve kterém působil od roku 2006 do 2013. V jeho poslední sezoně v Krefeldu jej trápilo zranění a po špatných výsledcích klubu přišla obměna kádru, spolu se slovenským parťákem Richardem Pavlikovským skončili v kádru.  Jeho kroky opět směřovaly k návratu do Nitry. Poslední tři sezony před ukončením kariéry získal nejprve extraligové stříbro, bronz a v posledním ročníku kariéry, se stali mistrem slovenské extraligy, pro HK Nitru to bylo historicky největší úspěch. Jako kapitán mužstva převzal jako první nově vzniklou trofej pro vítěze slovenské extraligy Pohár Vladimíra Dzurillu.  V sezoně 2018/19 se objevil v jedenácti zápasech v druholigovém celku HK Levice.

## Trenérská kariéra
Po ukončení hráčské kariéry nadále pokračoval v klubu HK Nitra. Po odchodu hlavního trenéra Antonína Stavjani převzal jeho funkci na novou sezonu 2016/17 dosavadní asistent Andrej Kmeč. Volné místo postu asistent trenéra převzal Dušan Milo.  Jako asistent trenéra působil dva roky v Nitře.

## Ocenění a úspěchy
- 2002 SHL - All-Star Tým
- 2005 ČHL/SHL – Utkání hvězd české a slovenské extraligy
- 2006 ČHL/SHL – Utkání hvězd české a slovenské extraligy
- 2006 SHL - All-Star Tým
- 2006 MS - Top tří hráčů týmů
- 2014 SHL - Nejproduktivnější obránce

## Klubová statistika
| Sezóna       | Klub             | Soutěž       |     | Základní část | Základní část | Základní část | Základní část | Základní část |   | Play off | Play off | Play off | Play off | Play off |
| Sezóna       | Klub             | Soutěž       | Z   | G             | A             | B             | TM            | Z             | G | A        | B        | TM       |          |          |
| 1993/94      | HC Nitra         | SHL          | 36  | 1             | 8             | 9             | –             | –             | – | –        | –        | –        |          |          |
| 1994/95      | HC Nitra         | SHL          | 33  | 5             | 8             | 13            | 10            | –             | – | –        | –        | –        |          |          |
| 1995/96      | HC Nitra         | SHL          | 41  | 6             | 9             | 15            | 10            | –             | – | –        | –        | –        |          |          |
| 1995/96      | HC Nitra         | SHL          | 4   | 1             | 1             | 2             | 4             | –             | – | –        | –        | –        |          |          |
| 1996/97      | HC Nitra         | SHL          | 49  | 8             | 22            | 30            | 38            | –             | – | –        | –        | –        |          |          |
| 1997/98      | HC Nitra         | SHL          | 33  | 2             | 10            | 12            | 10            | –             | – | –        | –        | –        |          |          |
| 1998/99      | HC Nitra         | SHL          | 50  | 9             | 20            | 29            | 32            | –             | – | –        | –        | –        |          |          |
| 1999/00      | HK 36 Skalica    | SHL          | 56  | 4             | 8             | 12            | 18            | –             | – | –        | –        | –        |          |          |
| 2000/01      | HKm Zvolen       | SHL          | 55  | 6             | 12            | 18            | 24            | –             | – | –        | –        | –        |          |          |
| 2001/02      | HKm Zvolen       | SHL          | 47  | 7             | 14            | 21            | 20            | –             | – | –        | –        | –        |          |          |
| 2002/03      | MODO Hockey      | SEL          | 47  | 4             | 7             | 11            | 22            | 6             | 0 | 2        | 2        | 6        |          |          |
| 2003/04      | MODO Hockey      | SEL          | 26  | 2             | 1             | 3             | 16            | –             | – | –        | –        | –        |          |          |
| 2003/04      | HC Lausanne      | NLA          | 10  | 0             | 6             | 6             | 20            | 3             | 0 | 1        | 1        | 2        |          |          |
| 2004/05      | HKm Nitra        | SHL          | 37  | 4             | 11            | 15            | 18            | 5             | 1 | 4        | 5        | 4        |          |          |
| 2005/06      | HK Dynamax Nitra | SHL          | 54  | 5             | 27            | 32            | 50            | 13            | 2 | 2        | 4        | 25       |          |          |
| 2006/07      | Krefeld Pinguine | DEL          | 50  | 3             | 19            | 22            | 36            | 2             | 0 | 0        | 0        | 0        |          |          |
| 2007/08      | Krefeld Pinguine | DEL          | 49  | 11            | 31            | 42            | 26            | –             | – | –        | –        | –        |          |          |
| 2008/09      | Krefeld Pinguine | DEL          | 50  | 7             | 26            | 33            | 44            | 7             | 0 | 0        | 0        | 16       |          |          |
| 2009/10      | Krefeld Pinguine | DEL          | 4   | 0             | 2             | 2             | 2             | –             | – | –        | –        | –        |          |          |
| 2010/11      | Krefeld Pinguine | DEL          | 51  | 5             | 26            | 31            | 40            | 8             | 0 | 1        | 1        | 4        |          |          |
| 2011/12      | Krefeld Pinguine | DEL          | 52  | 2             | 16            | 18            | 44            | –             | – | –        | –        | –        |          |          |
| 2012/13      | Krefeld Pinguine | DEL          | 37  | 2             | 9             | 11            | 49            | 2             | 0 | 0        | 0        | 0        |          |          |
| 2013/14      | HK Nitra         | SHL          | 5   | 4             | 29            | 33            | 34            | 16            | 1 | 4        | 5        | 0        |          |          |
| 2014/15      | HK Nitra         | SHL          | 55  | 1             | 15            | 16            | 14            | 12            | 1 | 2        | 3        | 6        |          |          |
| 2015/16      | HK Nitra         | SHL          | 46  | 2             | 8             | 10            | 12            | 15            | 0 | 2        | 2        | 4        |          |          |
| 2018/19      | HK Levice        | 2.SHL        | 11  | 0             | 5             | 5             | 4             | –             | – | –        | –        | –        |          |          |
| Celkem v SHL | Celkem v SHL     | Celkem v SHL | 648 | 64            | 201           | 265           | 292           | 75            | 8 | 17       | 25       | 45       |          |          |
| Celkem v SEL | Celkem v SEL     | Celkem v SEL | 73  | 6             | 8             | 14            | 36            | 6             | 0 | 2        | 2        | 6        |          |          |
| Celkem v DEL | Celkem v DEL     | Celkem v DEL | 293 | 30            | 129           | 159           | 241           | 19            | 0 | 1        | 1        | 20       |          |          |

## Reprezentační statistiky
| Rok                    | Tým                    | Soutěž                 | Z  | G | A | B  | TM |
| ---------------------- | ---------------------- | ---------------------- | -- | - | - | -- | -- |
| 2002                   | Slovensko              | OH                     | 2  | 0 | 2 | 2  | 0  |
| 2002                   | Slovensko              | MS                     | 9  | 3 | 2 | 5  | 4  |
| 2002/2003              | Slovensko              | EHT                    | 4  | 1 | 1 | 2  | 2  |
| 2003                   | Slovensko              | MS                     | 9  | 0 | 1 | 1  | 6  |
| 2006                   | Slovensko              | MS                     | 7  | 3 | 3 | 6  | 2  |
| Seniorská reprezentace | Seniorská reprezentace | Seniorská reprezentace | 41 | 7 | 9 | 16 | 14 |